# Misery (película)
Misery (titulada Miseria en los países hispanohablantes) y Misery, entre la pasión y el peligro en Argentina) es una película de suspenso psicológicodirigida por Rob Reiner, basada en  la novela de 1987 del mismo nombre escrita por Stephen King, protagonizada por James Caan, Kathy Bates, Lauren Bacall, Richard Farnsworth y Frances Sternhagen. La trama se centra en un autor cautivo de una fan obsesiva que lo obliga a reescribir el final de su serie de novelas.
La película fue estrenada en los Estados Unidos el 30 de noviembre de 1990 por Columbia Pictures. Recibió críticas muy positivas y fue un éxito de taquilla. La actuación de Bates obtuvo elogios generalizados de la crítica y le valió el Premio Oscar para Mejor Actriz en la 63rd Academy Awards|63.ª edición de los Premios de la Academia, convirtiendo a Misery en la única película basada en una novela de Stephen King en ganar un Premio Óscar. También fue acreedora al Premio Globo de Oro a la mejor actriz de cine - Drama (Kathy Bates); y el Premio Chicago Film Critics Association (CFCA) a la mejor actriz (Kathy Bates). El propio King ha declarado que Misery es una de sus diez adaptaciones cinematográficas favoritas. 

## Reparto
- James Caan es Paul Sheldon.
- Kathy Bates es Annie Wilkes.
- Richard Farnsworth es Buster.
- Frances Sternhagen es Virginia.
- Lauren Bacall es Marcia Sindell.
- Graham Jarvis es Libby.
- Jerry Potter es Pete.
- Rob Reiner es el piloto del Helicóptero.
- J. T. Walsh es un policía del estado.

## Premios
| Award                                      | Category                               | Nominee(s)                                        | Result   | Ref.   |
| ------------------------------------------ | -------------------------------------- | ------------------------------------------------- | -------- | ------ |
| 63rd Academy Awards                        | Mejor actriz                           | Kathy Bates                                       | Ganó     | [ 7 ]  |
| Chicago Film Critics Association Awards    | Mejor Actriz                           | Kathy Bates                                       | Ganó     | [ 8 ]  |
| Chicago Film Critics Association Awards    | Actriz Más Prometedora                 | Kathy Bates                                       | Nominada | [ 8 ]  |
| Dallas–Fort Worth Film Critics Association | Mejor Actriz                           | Kathy Bates                                       | Ganó     |        |
| 48th Golden Globe Awards                   | Mejor Actriz en una Película Dramática | Kathy Bates                                       | Ganó     | [ 9 ]  |
| New York Film Critics Circle Awards        | Mejor Actriz                           | Kathy Bates                                       | Nominada | [ 10 ] |
| 18th Saturn Awards\|Saturn Awards          | Best Mejor Película de Horror          | Best Mejor Película de Horror                     | Nominada |        |
| 18th Saturn Awards\|Saturn Awards          | Mejor Actor                            | James Caan                                        | Nominado |        |
| 18th Saturn Awards\|Saturn Awards          | Mejor Actriz                           | Kathy Bates                                       | Nominada |        |
| 18th Saturn Awards\|Saturn Awards          | Mejor Actriz de Reparto                | Frances Sternhagen                                | Nominada |        |
| 18th Saturn Awards\|Saturn Awards          | Mejor Escritura                        | William Goldman                                   | Nominado |        |
| USC Scripter Awards                        | USC Scripter Awards                    | William Goldman (guionista); Stephen King (autor) | Nominado | [ 11 ] |

## Producción
El productor Andrew Scheinman leyó la novela Misery de Stephen King en un avión y luego se la recomendó a su socio director en Castle Rock Entertainment, Rob Reiner. Reiner finalmente invitó al escritor William Goldman a escribir el guion de la película.
En la novela original, Annie Wilkes le corta uno de los pies a Paul Sheldon con un hacha. A Goldman le encantó la escena y pidió que se incluyera, pero Reiner insistió en que se cambiara para que ella solo le rompiera los tobillos. Posteriormente, Goldman escribió que esta era la decisión correcta ya que la representación visual de una amputación haría que la audiencia odiara a Annie en lugar de simpatizar con su locura.
El papel de Paul Sheldon se ofreció originalmente a William Hurt (dos veces), luego a Kevin Kline, Michael Douglas, Harrison Ford, Dustin Hoffman, Robert De Niro, Al Pacino, Richard Dreyfuss, Gene Hackman y Robert Redford, pero todos lo rechazaron. Warren Beatty estaba interesado en el papel, queriendo convertirlo en un personaje menos pasivo pero finalmente tuvo que abandonar cuando la producción de Dick Tracy se extendió. Finalmente alguien sugirió a James Caan, quien aceptó interpretar el papel. Caan comentó que se sintió atraído por el hecho de que Sheldon era un papel diferente a cualquiera de los demás, y que "ser un personaje totalmente reaccionario es mucho más difícil". Se ofrecieron a Anjelica Huston y Bette Midler el papel de Annie Wilkes, pero ambas lo rechazaron.  Midler diría más tarde que lamentaba profundamente esta decisión. Según Reiner, fue Goldman quien sugirió que Kathy Bates, entonces desconocida, debería interpretar a Annie Wilkes. 

## Estreno

### Taquilla
Misery recaudó $10,076,834 en su primer fin de semana, terminando en segundo lugar en taquilla detrás de Home Alone.  Finalmente terminó con $61 millones a nivel nacional. 

### Respuesta crítica

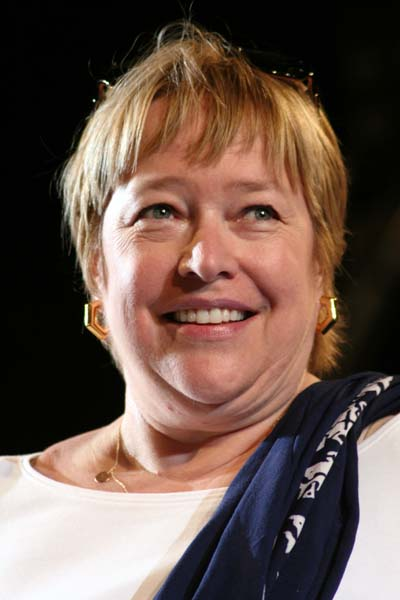
La actuación de Kathy Bates recibió elogios generalizados y le valió el Premio de la Academia a la Mejor Actriz.

En el sitio web agregador de reseñas Rotten Tomatoes, Misery tiene un índice de aprobación del 91% basado en 74 reseñas, con una calificación promedio de 7,60/10. El consenso de los críticos del sitio dice: "Elevada por las destacadas actuaciones de James Caan y Kathy Bates, esta película tensa y aterradora es una de las mejores adaptaciones de Stephen King hasta la fecha". En Metacritic, que asigna una calificación media ponderada a las críticas, la película tiene una puntuación de 75 sobre 100, basada en 23 críticas, lo que indica "críticas generalmente favorables".  Audiencias encuestadas por CinemaScore le dio a la película una calificación promedio de "A-" en una escala de A+ a F. 
Roger Ebert del Chicago Sun-Times le dio a la película una calificación de tres estrellas sobre cuatro, afirmando que "es una buena historia, natural y nos atrapa".  Variety lo llamó "un thriller gótico muy obvio y muy comercial, una adaptación funcional del bestseller de Stephen King".  Derek Malcolm de The Guardian le dio una crítica positiva, escribiendo que "nos juega suficientes trucos como para que nunca tomemos nada muy en serio y el guion de Goldman tiene suficientes líneas y situaciones buenas para mantener a uno interesado en exactamente lo que viene después", y elogió al elenco, especialmente a Bates, escribiendo que su "devota demente en Misery es un casting inspirado".  Vincent Canby de The New York Times elogió la actuación de Kathy Bates, calificándola de "una actuación genuinamente divertida como la loca Annie, tan llamativamente escrita en el guion del Sr. Goldman como en la novela el Sr. King". 
El propio King ha declarado que Misery es una de sus diez adaptaciones cinematográficas favoritas, en su colección de 2009 Stephen King Goes to the Movies.  En sus memorias de 2000 tituladas On Writing: A Memoir of the Craft, King hace referencia a la adaptación cinematográfica del libro y dice:
A principios de la década de 1980, mi esposa y yo fuimos a Londres en un viaje combinado de negocios y placer. Me quedé dormido en el avión y soñé con un escritor popular (pudo haber sido yo o no, pero por Dios que no era James Caan)... 
En 2003, Annie Wilkes ocupó el puesto 17 en la lista 100 años de AFI... 100 héroes y villanos. La "escena de cojera" de la película, en la que Annie le rompe los tobillos a Paul con un mazo, ocupó el puesto número 12 en el programa de 2004 de Bravo (canal de televisión de EE. UU.), The 100 Scariest Movie Moments. En 2009, Chris Eggertsen de Bloody Disgusting ocupó el cuarto lugar con Misery en su lista de "10 películas de terror claustrofóbicas". 

## Diferencias entre la película y el libro
- En la película, el manuscrito de la nueva novela de Paul no tiene título, mientras que en el libro se titula Automóviles veloces.
- En el libro, Paul depende mucho de las pastillas para el dolor de las piernas hasta suplicar, mientras que en la película no las necesita.
- En el libro, Annie le hace tomar a Paul las pastillas con agua sucia. En la película esto no se ve.
- En la novela, al descubrir que su personaje favorito "Misery" ha muerto, Annie castiga a Paul dejándolo por casi tres días sin comer y sin sus pastillas para el dolor, mientras que en la película esto no sucede.
- Annie, al enojarse con Paul por quejarse del papel que es propenso a mancharse, lo golpea con la resma de hoja en las piernas en la película, mientras que en el libro lo hace con sus propias manos.
- En el libro, Annie descubre que Paul se ha escapado de la habitación debido a los hilos que ella dejaba alrededor de la casa para asegurarse que nadie haya entrado o salido, mientras que en la película se da cuenta por el pingüino de cerámica de su estudio que según ella ha cambiado de lugar.
- En la película, Annie le fractura los tobillos a Paul con un mazo, mientras que en la novela le corta el pie con un hacha y le cauteriza el muñón con un soplete.
- En el libro, Annie le corta un pulgar a Paul con un cuchillo eléctrico por sus quejas sobre la máquina de escribir, a la que se le caen las teclas, mientras que en la película esto no pasa.
- En la película, Annie mata al sheriff local de un disparo con la escopeta, mientras que en el libro lo mata descuartizándolo con una cortadora de césped.
- En la película, Paul quema el libro ya terminado para Annie, mientras que en la novela él quema solo bocetos y hojas blancas y esconde la novela bajo su cama.

## Miseryen la cultura popular
- La canción "Misery Loves Company" del grupo Anthrax está basada en la novela.
- El grupo musical mexicano División Minúscula rinde tributo a Misery en su canción "Tinta y papel", del álbum Defecto perfecto.
- La película es referenciada en el episodio 18 de la temporada 14 de Los Simpson, titulado "Dude, Where's My Ranch?".
- La película también es satirizada en un capítulo de The Critic, donde una mujer está obsesionada con Jay Sherman.
- El grupo de rap español SFDK nombra la película en el tema "Los peliculistas 2".
- La cinta es parodiada en un capítulo de La hora de José Mota, siendo La Blasa quien le secuestra, obligando al propio José Mota a escribir un guion en el que aparezca ella misma.
- En el vídeo musical del sencillo "Please Don't Leave Me", de la cantante estadounidense P!nk, la trama es similar a la novela y al filme.
- En un episodio de Padre de familia, Stewie secuestra a Brian y hace que escriba sobre su libro.
- Bibliotheca Mystica de Dantalian hace referencia a esta película, en un capítulo en el cual una fanática de un escritor lo mantiene preso hasta que este acabe su historia.
- En el séptimo episodio de Suburgatory se parodia la trama del libro y la película, cuando Sheila mantiene a George bajo su cuidado después de que este se lastima la espalda. Sin embargo, empiezan a correr rumores en el vecindario donde se dice que Sheila hizo lo mismo con un antiguo residente de la zona y esta terminó matándolo.
- En el último capítulo de la 1.ª temporada de ¿Y ahora qué hago? se parodia la trama de la película. En este capítulo, Adal se queda sin gasolina, cae por un barranco, una enfermera lo recoge y lo tiene secuestrado.
- En el anime de Gintama hay una breve referencia a la película en el capítulo 67.
- El grupo musical estadounidense Green Day posee una canción con una temática similar a la de la película, y posiblemente basada en esta y en el libro. Dicha canción, "Pulling Teeth", también está basada en una experiencia que tuvo el bajista de la banda con su novia. Curiosamente, la banda también posee una canción titulada "Misery".
- En la serie Friends se menciona la película en el episodio 12 de la segunda temporada. En este, Chandler compara irónicamente a la fan de Joey (Erika Ford) con Kathy Bates, diciendo que la fan es todo lo contrario a ella, pero sin dejar de estar loca.
- La trama del episodio 16 de la tercera temporada de Pretty Little Liars, titulado "Misery Loves Company", está inspirada en la película.
- En el drama coreano W, dos mundos, la protagonista menciona la película a raíz de que su padre, que es dibujante de cómics, también  quiere matar al protagonista de su obra, y el protagonista de la obra cree que la mujer que lo salvó es una fanática loca.
- La trama del episodio 18 de la tercera temporada de iCarly, titulado "iPsycho", está inspirada en la película.
- La banda británica Muse hace referencia al film en el video musical y letra de su sencillo "You Make Me Feel Like It's Halloween", de su álbum Will of the People. En el videoclip se puede ver una representación del pingüino, mientras que la letra dice "...I'm in misery (I'm you number one fan)".